# غابرييل غوميز رومان
غابرييل غوميز رومان (بالإسبانية: Gabriel Gómez Román)، ويعرف أيضا باسم أكا جابري (ولد في 4 أبريل 1985 في برشلونة، كاتالونيا)، هو لاعب كرة قدم محترف إسباني، يلعب لنادي إف سي بادالونا في مركز المهاجم.

## وصلات خارجية
- غابرييل غوميز رومان على موقع قاعدة بيانات كرة القدم.إي يو (الإنجليزية)
- غابرييل غوميز رومان على موقع Soccerway.com (الإنجليزية)
- غابرييل غوميز رومان على موقع كووورة
- غابرييل غوميز رومان على موقع AS.com (الإسبانية)

- BDFutbol profile
- Futbolme profile (بالإسبانية)
- PlayerHistory profile